# Cyclodinus longipilis
Cyclodinus longipilis là một loài bọ cánh cứng trong họ Anthicidae. Loài này được C. Brisout de Barneville miêu tả khoa học năm 1863.